# جورج فريمان
جورج فريمان (بالإنجليزية: George Freeman)‏ (27 يوليو 1843 في المملكة المتحدة - 18 نوفمبر 1895) هو لاعب كريكت بريطاني (وحمل سابقاً جنسية المملكة المتحدة لبريطانيا العظمى وأيرلندا).

## وصلات خارجية
- جورج فريمان على موقع إي آس بي آن كريك إنفو (الإنجليزية)